# Floruit
Floruit (dal latino, "egli/esso fiorì"; in forma abbreviata, fl.) è un'espressione latina usata come indicazione temporale approssimata, nelle biografie e cronologie di personaggi di cui non si conoscono le date di nascita e di morte; è la terza persona singolare dell'indicativo perfetto del verbo flōreō (fiorire, brillare, prosperare). 

## Utilizzo
L'espressione è utilizzata nell'indicazione delle date (o di un'epoca) in una biografia della quale si hanno scarne indicazioni cronologiche, soprattutto nel caso in cui non si conoscano né la data di nascita né quella di morte del biografato, ma si abbia soltanto un'idea del periodo in cui "fu attivo". Può essere usato anche con riferimento a fenomeni culturali, artistici ecc., come nella frase: «la klismos, sedile con gambe e schienale ricurvi a sezione quadrata [...] avrà il suo floruit [...] soprattutto in epoca tardo classica ed ellenistica».
Il termine, molto spesso nella forma abbreviata fl., può essere usato in frasi come «lo scienziato Filone di Bisanzio (fl. III secolo a.C.) fu allievo di Ctesibio» (con o senza abbreviazione). Senza abbreviazione può essere usato come un sostantivo, in contesti come «...ebbe il suo floruit nel 530 d.C.».

### Altre lingue
L'espressione è usata in modo analogo anche in altre lingue, come il francese, il tedesco e l'inglese. Anche in inglese, come in italiano, l'espressione può essere usata come un sostantivo per indicare l'epoca di fioritura di un personaggio: si potranno quindi avere frasi come "his/her floruit was 300 BCE" o "his/her floruit was about 300 BCE" ("il suo floruit fu il 300 a.C."; "il suo floruit fu intorno al 300 a.C.").

## Determinazione del periodo di fioritura
Per definire le date in cui una determinata persona è stata attiva ci si basa su informazioni quali:
- citazioni del personaggio in opere dell'epoca;
- documentata contemporaneità a personaggi noti;
- data certa di una sua opera.

Era in uso originariamente presso i Greci, per determinare l'epoca di appartenenza di personaggi celebri, il considerare solo il momento in cui essi raggiungevano l'acme della propria attività (politica, letteraria, artistica, filosofica), convenzionalmente collocato intorno ai 40 anni. Non era nemmeno inusuale riferirsi, piuttosto che a un anno preciso, a una determinata Olimpiade.